# Остудник сірий
Остудник сірий (остудник Бессера як Herniaria besseri)  (Herniaria incana) — вид рослин з родини гвоздикових (Caryophyllaceae); зростає у Алжирі, Європі, Азії. Етимологія: лат. incanus — «сірий».

## Опис
Багаторічна рослина 10–30 см заввишки. Багаторічна рослина з одерев'янінням коренів та основ надземних пагонів. Листки вузько-еліптичні. Тичинок 5, чашолистки яйцеподібно-овальні, зовнішні — війчасті.

## Поширення
Поширений у Алжирі, Європі крім півночі, західній Азії та на південний схід до західних Гімалаїв.
В Україні вид зростає на степах і кам'янистих відслоненнях — на півдні Лісостепу і в Степу, часто; в Криму, рідко.